# Epanorthosis
Epanorthosis (ook epanorthosie, correctio en zelfverbetering) is een stijlfiguur waarbij de spreker zichzelf bewust corrigeert door het gebruik van een krachtiger synoniem. Door het gebruik wordt de feitelijke betekenis versterkt. Het moet niet verward worden met een verspreking.
voorbeelden
- Ik bemin, wat zeg ik? Ik verafgood Junia.[2]
- De moerbeitoppen ruisten;
God ging voorbij;
Nee, niet voorbij, hij toefde;[3]
- Dat was een domme fout... ik bedoel: zo iets moet je niet doen.
- Wil Stern gouverneur-generaal worden? Hij is er verwaand genoeg toe... om het te willen, meen ik.[4]